# Norberto Treviño Zapata
Norberto Treviño Zapata (Matamoros, Tamaulipas; 28 de noviembre de 1911 - Ciudad de México, 13 de agosto de 1998) fue un político y médico mexicano que fue gobernador de Tamaulipas en el período comprendido de 1957 a 1963.

## Inicios

### Vida y obra
Sus padres fueron el Dr. y Coronel Rafael Treviño Garza y la Señora María Zapata. El Dr. Rafael Treviño fue hijo del Capitán Juan Treviño, quien falleció en Matamoros el 1 de febrero de 1914. Don Rafael Treviño y Doña María Zapata procrearon también una hija llamada Ana María, quien ingresó a una orden religiosa.
El Dr. Treviño Zapata se casó con la Señora María Concepción García Manso.
El Dr. Norberto Treviño Zapata salió muy joven de Matamoros, cursando sus estudios profesionales en la Facultad de Medicina de la Universidad Nacional Autónoma de México, donde fue presidente de la sociedad de alumnos al conmemorarse el centenario de la fundación de esa escuela.
Ejerció su profesión en la Ciudad de México, habiéndose desempeñado como maestro de la clínica de gastroenterología del Hospital General y desempeño algunos cargos administrativos en las secretarias de Salubridad y Asistencia y Educación Pública.
Fue de los fundadores del Bloque Nacional de Médicos, asociación que presidio durante algunos años.
Tuvo la oportunidad de conocer como médico a Don Adolfo Ruiz Cortines cuando este era secretario de Gobernación del Presidente Miguel Alemán Valdés, teniendo el privilegio de convertirse en el hombre de Tamaulipas para Don Adolfo Ruiz Cortines.
Esto se vislumbró el 15 de febrero de 1951 en la toma de posesión del Licenciado Horacio Terán como Gobernador de Tamaulipas al asistir Don Adolfo Ruiz Cortines en representación del Presidente Miguel Alemán Valdés, acompañado del Dr. Norberto Treviño Zapata como candidato del PRI a diputado federal por Matamoros; es decir, entraba a la primera legislatura del sexenio del Lic. Adolfo Ruiz Cortines (1952-1958).

El ejercicio en la función pública consolidó su perfil de hombre de bien.
Cargos públicos ocupados, figuran el de Jefe del Departamento de Estudio y Planeación de Obras Asistenciales, creado dentro del Plan de Hospitales en el País, dependiente de la Secretaría de Salubridad y Asistencia, durante el período 1940 a 1946,  donde prácticamente nace la nueva técnica y modernidad hospitalaria y de salubridad en México, coordinando de manera responsable los trabajos de los Hospitales Generales Centrales de Guadalajara, Jalisco y de San Luis Potosí, S. L. P., además de los Hospitales Generales Regionales de Ciudad Juárez, Chihuahua; Ciudad Obregón, Sonora; Tampico, Tamaulipas; Veracruz, Veracruz; Santiago Ixcuintla, Nayarit; y Tlanepantla, Estado de México. Sumado a ello, se encargó del Hospital Rural de Ometepec, Guerrero, los Hospitales Ejidales de la Laguna, en Torreón, Coahuila y el de los Mochis, Sinaloa.

## Vida política

### Gobernador
En el periodo comprendido de 1957 a 1963, fue gobernador de Tamaulipas, destacando en su quehacer público, toda una infinidad de proyectos y realizaciones, sobre todo porque la entidad se encontraba en los mejores momentos de su vida económica ante el auge algodonero.
Matamoros fue el principal centro algodonero, circunstancia por la cual el muralista Vicente García estampó en mosaico de granito que está en la entrada de la presidencia municipal de ese lugar a un sonriente Adolfo Ruiz Cortines acompañado de Treviño Zapata, observando a los campesinos levantando la cosecha de algodón y teniendo como marco la infraestructura hidráulica.
Un equipo agrícola mecanizado y una industria algodonera, mural que fue develado en la inauguración del edificio de la presidencia municipal en el año de 1957, donde consta que fue construido por don Augusto Cárdenas Montemayor con el apoyo del Dr. Treviño Zapata.
Las obras de este gobernante fueron múltiples, como la fundación de la Facultad de Veterinaria y Zootecnia y la Escuela de Trabajo y Previsión Social, una extensa y moderna red carretera e incontables caminos vecinales; fomento e incremento al deporte y rondas infantiles, establecimiento de las ferias y exposiciones regionales, construcción y reconstrucción de escuelas, instalación de museos, creación del conjunto típico tamaulipeco, la creación del Ateneo de Tamaulipas y demás centros de arte; la difusión radiofónica mediante la Hora de Tamaulipas.
El Hospital IMSS, El incremento de obras de riego, agua potable y alcantarillado; obras diversas de electrificación, hospitales y centros de salud urbano y rurales; impulsar el fomento agrícola y ganadero; crear la primera unidad de vivienda popular en Ciudad Victoria, la primera clínica del IMSS en Tamaulipas; la municipalización libre de Río Bravo; inaugurar 732 escuelas en el Estado durante su régimen gubernamental.
Al concluir su período gubernamental y satisfecho de su labor política, regresa a la capital del país para reincorporarse a su querido Hospital General, ocupando el cargo de Jefe de la Unidad de Gastroenterología, posición ganada con antelación en concurso por oposición profesional. De esa forma, vuelve así con su Institución, con sus enfermos y también con sus alumnos en la facultad de Medicina de la UNAM. Cabe subrayar como parte de su curriculum vitae, que por sus cualidades múltiples obtuvo la Presidencia de la Sociedad Médica del Hospital General, la de Presidente de la Asociación Mexicana de Gastroenterología y la de miembro de la Academia Nacional de Medicina.
En 1964, con motivo de una notoria injusticia cometida contra los médicos internos y residentes del Hospital “20 de Noviembre” del ISSSTE, Norberto Treviño Zapata, sin reserva alguna apoya al “Movimiento Médico”, donde participa  activamente, pidiendo por el mejoramiento de sus derechos y prestaciones más elementales, luchando fraternalmente por sus compañeros de profesión hasta noviembre de 1965. Con este evento circunstancial, quedó demostrado su alto valor cívico y su deseo inalterable de hacer respetar la dignidad médica por encima de intereses individuales, razón por la que se le ubica en él más alto sitial de distinguido luchador social.
Ese carácter de promotor y gestor social, debe apreciarse desde el momento mismo en que resultó ser uno de los fundadores del Bloque Nacional de Médicos, constituido en el año de 1951, el cual presidió durante muchos años, por su  arrojo, valía y participación en favor de los derechos y garantías sociales de sus compañeros de profesión, formula un trascendente llamado médico que movió las fibras más sensibles de sus compañeros y del medio político de ese entonces, quedando como constancia de su férrea participación, al anunciar:
“No es posible permanecer indiferentes a las grandes urgencias de la vida pública. Tampoco es posible prescindir del ejercicio de nuestros derechos ciudadanos. Ambos extremos nos conducen a la negatividad y al ocio espiritual” 
En su trayectoria como servidor público, se desempeña en el cargo de Delegado Político en la Delegación Miguel Hidalgo del Distrito Federal, Director del Instituto de Protección a la Infancia (INPI), y como Diplomático, Embajador de México en Italia.
Entre sus obras publicadas destacan la Monografía sobre Problemas de Salubridad en Tamaulipas, Crónica del Movimiento Médico Nacional, y Hablemos de Tamaulipas, editada esta última en 1989 y reeditada en 1996.
Participa además, en la elaboración de los manuales “Vida y Salud para la Familia”, expedido en 1951 y “El Niño y la Familia” en el año de 1972.

## Muerte
Un día jueves 13 de agosto del año de 1998, en la Ciudad de México, El Dr. Norberto Treviño Zapata dejó de existir. Al morir, termina la viva acción de un gran mexicano, ilustre e incansable gobernante, modificador de la estructura territorial de Tamaulipas, constructor del desarrollo de su geografía y convocador de sus residentes mediante un procedimiento cívico: la conciencia de participación voluntaria, esa que despierta y motiva la espontaneidad de la persona.
Es anecdotario precisar, que antes de morir, pidió a su familia, como una última voluntad, que incineraran su cuerpo y colocaran sus cenizas en su creación educativa: la Facultad de Medicina Veterinaria de Ciudad Victoria, Tamaulipas.
Un deseo por amor a la medicina y cariño a la institución educativa que el mismo impulsó y fortaleció. Se cumple su anhelo infinito el 4 de diciembre de 1998, llevándose a cabo una Solemne Ceremonia donde se devela una placa conmemorativa junto al busto que se levantó en su honor, lugar este donde actualmente descansan sus restos, mismos “que en ninguna parte podrían estar mejor” según manifestación expresa de su hijo Norberto Treviño García Manzo, al recordar los conceptos finales de su padre e insigne tamaulipeco: “Mis restos mortales, ahí estarán mejor que en ningún otro sitio”.
Matamoros le rinde tributo al Dr. Norberto Treviño Zapata, llevando su nombre uno de los principales hospitales del Instituto Mexicano del Seguro Social el HGZ13, un mercado y la colonia a la que se le conoce simplemente como la “Treviño Zapata” fundada en los años 50´s, que tuvo un nacimiento curioso dado que fue ocupada por la gente que vivía a las orillas del río Bravo que habla de la relación social y su amistad generosa con el pueblo tamaulipeco.

Ahora, los restos físicos de Norberto Treviño Zapata, por sus méritos y reconocimiento tamaulipeco, descansan en la Rotonda de los Hombres Ilustres de Tamaulipas, en cambio sus restos espirituales descansan en la Facultad de Medicina Veterinaria de la Universidad Autónoma de Tamaulipas.